# 小菅水再生センター
小菅水再生センター（こすげみずさいせいセンター）は、東京都葛飾区にある、東京都下水道局の下水処理施設である。

## 概要
葛飾区・足立区の一部の下水を処理する。処理水は荒川及び綾瀬川に放流している。敷地面積は140,300平方メートル。

## 沿革
- 1977年（昭和52年）6月 - 運転開始。

## 所在地
- 東京都葛飾区小菅1-2-1

## 周辺
- 東京拘置所